# Neovermilia anoperculata
Neovermilia anoperculata är en ringmaskart som beskrevs av Lechapt 1992. Neovermilia anoperculata ingår i släktet Neovermilia och familjen Serpulidae. Inga underarter finns listade i Catalogue of Life.